# Музичар лечи себе
Епизода Музичар лечи себе је 1. епизода 1. сезоне серије МЗИС: Њу Орлеанс. Премијерно је приказана 23. септембра 2014. године на каналу Си-Би-Ес.

## Опис
Сценарио за епизоду је писао Џефри Либер, а режирао ју је Мајкл Зинберг.
Екима МЗИС-а из Новог Орлеанса истражује откриће одсечене ноге у луци за коју се убрзо утврдило да припада недавно убијеном војном подофициру II класе коме је Прајд био учитељ треајући екипу да истражи злочин док Бродијева, која се придружила екипи МЗИС-а из Новог Орлеанса за стално у епизоди Град полумесеца (2. део) серије МЗИС, покушава да се уклопи у Њу Орлеанс док медицински вештак МЗИС-а др. Доналд "Даки" Малард касније понуди Вејдовој и Прајду неки увид у случај.
У овој епизоди се појављује др. Доналд Малард. 

## Ликови

### Из серијеМЗИС: Њу Орлеанс
- Скот Бакула као Двејн Касијус Прајд
- Лукас Блек као Кристофер Ласејл
- Зои Меклилан као Мередит Броди
- Роб Керкович као Себастијан Ланд
- К. К. Х. Паундер као др Лорета Вејд

### Из серијеМЗИС
- Дејвид Макалум као др. Доналд Малард